# Алтамонт (Мисури)
Алтамонт (енгл. Altamont) град је у америчкој савезној држави Мисури.

## Демографија
По попису из 2010. године број становника је 204, што је 14 (-6,4%) становника мање него 2000. године.
| Група             | 2000.       | 2010.       |
| Белци             | 217 (99,5%) | 203 (99,5%) |
| Афроамериканци    | 0 (0,0%)    | 0 (0,0%)    |
| Азијати           | 0 (0,0%)    | 0 (0,0%)    |
| Хиспаноамериканци | 0 (0,0%)    | 0 (0,0%)    |
| Укупно            | 218         | 204         |